# Giraffa sivalensis
Giraffa sivalensis — викопний вид жираф, що зустрічався в Азії в епохи пліоцену та плейстоцену. Знайдено майже ідеально збережені шийні хребці, а також плечові кістки, променеві кістки, п'ясткові кістки та зуби. Згідно з пропозиціями розмір G. sivalensis був приблизно 400 кг, а довжина шиї становила приблизно від 147 до 390 см.